# Чернышёв, Александр Константинович
Алекса́ндр Константи́нович Чернышёв (род. 23 октября 1945) — советский и российский физик-теоретик, доктор физико-математических наук, член-корреспондент РАН (2016).

## Биография
Окончил физфак ЛГУ.
С 1969 года работает во ВНИИЭФ (г. Саров).
В настоящее время[когда?] — зам научного руководителя РФЯЦ-ВНИИЭФ, начальник комплексного научно-исследовательского (теоретического) отдела. Декан Физико-технического факультета Саровского физико-технического института НИЯУ МИФИ.

## Научная деятельность
Учёный в области физики подземного ядерного взрыва, физики воздействия специальных поражающих факторов на объекты военной техники.
Основные научные разработки связаны с созданием новых научно-технических решений по защите ракетно-ядерного оружия от действия различных факторов ядерного взрыва, методов физико-математического моделирования воздействия поражающих факторов ядерного взрыва на военную техники, новых методов диагностики по исследованию воздействия поражающих факторов ядерного взрыва.
Автор и соавтор более 500 научных публикаций, 19 монографий, 35 изобретений, использованных в создании образцов военной техники.

### Основные работы
- Андрюшин И. А., Чернышев А. К., Юдин Ю. А. «Укрощение ядра. Страницы истории ядерного оружия и ядерной инфраструктуры СССР». Саров; Санарнск, 2003
- Андрюшин И. А., Илькаев И. А., Чернышев А. К. «Решающий шаг к миру. Водородная бомба с атомным обжатием РДС-37». Саров, ФГУП «РФЯЦ-ВНИИЭФ», 2010
- Чернышев А. К. «Рекордный Советский взрыв. На пути к ядерному сдерживанию». Саров, ФГУП «РФЯЦ-ВНИИЭФ», 2011
- Чернышев А. К. «Николай Николаевич Семенов — выдающийся ученый и организатор атомного проекта СССР». Саров, ФГУП «РФЯЦ-ВНИИЭФ», 2012
- Андрюшин И. А., Илькаев Р. И., Чернышев А. К. «Слойка» Сахарова. Путь Гения". Саров, ФГУП «РФЯЦ-ВНИИЭФ», 2013
- Андрюшин И. А., Илькаев И. А., Чернышев А. К. «Ядерный оружейный комплекс США». Саров, ФГУП «РФЯЦ-ВНИИЭФ», 2013
- Андрюшин И. А., Илькаев И. А., Чернышев А. К. «Яков Борисович Зельдович в атомном проекте». Саров, ФГУП «РФЯЦ-ВНИИЭФ», 2014
- Андрюшин И. А., Илькаев И. А., Чернышев А. К. «Юлий Борисович Харитон — страницы творческой биографии». Саров, ФГУП «РФЯЦ-ВНИИЭФ», 2014
- Андрюшин И. А., Илькаев И. А., Чернышев А. К. «Игорь Васильевич Курчатов — основатель атомной отрасли». Саров, ФГУП «РФЯЦ-ВНИИЭФ», 2015
- Верещага А. Н., Чернышев А.К. «Моделирование распространения ядерного оружия и возможности его глубокого сокращения на основе метода нечеткой логики». Саров, ФГУП «РФЯЦ-ВНИИЭФ», 2016
- Чернышев А. К. «Творец истории XX века Николай Николаевич Семенов в атомном проекте СССР». Москва, Торус Пресс, 2016
- Верещага А. Н., Чернышев А.К. «Почему страны стремились к разработке ядерного оружия. Математическое моделирование». Саров, ФГУП «РФЯЦ-ВНИИЭФ», 2019
- Чернышев А. К. «Из поколения победителей. Академик А. Д. Сахаров в Атомном проекте СССР». Саров, ФГУП «РФЯЦ-ВНИИЭФ», 2021

### Патенты
- Способ локализации высокотоксичных и экологически опасных веществ в горной выработке при взрывных работах // 2580331[1]
- Контейнер для транспортирования отработавшего ядерного топлива // 2453006[2]
- Устройство для экспериментальной отработки взрывных устройств // 2443971[3]
- Устройство видеонаблюдения внутренней полости герметичных объектов // 2395825[4]
- Система для запуска космических объектов // 2381154[5]
- Способ испытания на герметичность проходных гермоэлементов в сосудах и устройство для его осуществления // 2371689[6]
- Комплекс технических средств защиты // 2354927[7]

## Награды и премии
- Лауреат Государственной премии СССР и Премии Правительства РФ.
- Премия РАН за лучшие работы по популяризации науки за 2015 год. Выдана за серию публикаций творческих биографий выдающихся российских ученых — создателей отечественного ядерного оружия.
- Благодарность Президента РФ;
- Орден Почёта;
- Медаль «За заслуги перед Отечеством» I и II степеней;
- Медаль «За спасение утопающих»;
- Орден «За заслуги перед Отечеством» IV степени;
- Почётная грамота Президента Российской Федерации (26 февраля 2024 года) — за большой вклад в развитие отечественной науки, многолетнюю плодотворную деятельность и в связи с 300-летием со дня основания Российской академии наук[8].

## Семья
Женат, двое детей, два внука и две внучки.